# Natthaphong Ruengpanyawut
Natthaphong Ruengpanyawut (tiếng Thái: ณัฐพงษ์ เรืองปัญญาวุฒิ , chuyển tự Hoàng gia: Natthaphong Rueangpanyawut; sinh ngày 18 tháng 5 năm 1987) là một chính trị gia người Thái Lan. Ông hiện là dân biểu hạ viện Thái Lan và là lãnh đạo Đảng Nhân dân thuộc phe đối lập. Natthaphong là nhà lãnh đạo kế nhiệm trên thực tế của Đảng Tiến lên đã bị giải tán bởi Tòa án Hiến pháp vào tháng 8 năm 2024.

## Tiểu sử và cuộc sống ban đầu
Natthaphong sinh ngày 18 tháng 5 năm 1987 tại Songkhla, Thái Lan. Ông được đặt biệt danh là Teng, con thứ tư của ông trùm bất động sản Suchart Ruangpunyawut, chủ tịch của tập đoàn bất động sản Chanuntorn Development Group.  Các công ty của Suchart chủ yếu tập trung vào việc phát triển các ngôi nhà sang trọng, nhà chung cư và chung cư cao cấp xung quanh Thonburi.   Ông hoàn thành chương trình giáo dục trung học tại Trường Taweethapisek và tốt nghiệp cử nhân kỹ thuật máy tính tại Đại học Chulalongkorn.  Sau khi tốt nghiệp, Natthaphong thành lập và làm giám đốc điều hành tại công ty dịch vụ đám mây của mình là Absolute Management Solutions Co Ltd. 

## Sự nghiệp chính trị

### Nghị sĩ của Đảng Tương lai mới
Natthaphong đại diện cho Đảng Tương lai mới (FFP) ứng cử dân biểu hạ viện Thái Lan trong cuộc tổng tuyển cử năm 2019 và giành chiến thắng tại khu vực bầu cử 28 (Bang Khae) của Bangkok, đánh bại ứng cử viên của Đảng Palang Pracharath.  Là một thành viên của FFP, ông được lãnh đạo FFP Thanathorn Juangroongruangkit giao phó nhiệm vụ giám sát các nền tảng trực tuyến của đảng. Sau khi Đảng Tương lai mới bị giải thể, ông trở thành nghị sĩ của Đảng Tiến lên vào năm 2020.

### Nghị sĩ của Đảng Tiến lên
Trong cuộc tổng tuyển cử năm 2023, Natthaphong quyết định tranh cử dân biểu hạ viện Thái Lan với tư cách là nghị sĩ theo danh sách đảng của Đảng Tiến lên. Trong chiến dịch tranh cử, Natthaphong đã đại diện cho Đảng Tiến lên tại một sự kiện tại Đại học Chulalongkorn vào ngày 3 tháng 5 năm 2023, ông đã phát biểu rằng sự đổi mới đóng vai trò quan trọng trong việc chấm dứt tham nhũng ở Thái Lan. Ông lập luận rằng đổi mới sẽ cho phép người dân Thái Lan chỉ trích chính phủ của họ nhiều hơn, nhưng đổi mới chỉ có thể xảy ra nếu chính phủ cho phép. Sau đó, ông đã trúng cử vào hạ viện Thái Lan. Vào ngày 5 tháng 7, ông đã nộp bản kê khai tài sản lên Ủy ban Chống tham nhũng Quốc gia (NACC), tại đó ông và vợ là Natthaporn Chan-in đã kê khai tổng tài sản chung là 402,5 triệu bath, trong đó 397,3 triệu bath thuộc về ông.
Sau cuộc bầu cử, Đảng Tiến lên đã cố gắng thành lập liên minh với Đảng Vì nước Thái và các đảng nhỏ khác với Pita Limjaroenrat giữ vai trò thủ tướng. Natthaphong được kỳ vọng sẽ trở thành Bộ trưởng Kinh tế và Xã hội Kỹ thuật số trong chính phủ mới. Tuy nhiên, do sự phản đối của các thượng nghị sĩ thân quân đội, Đảng Tiến lên đã mất quyền lãnh đạo vào tay Đảng Vì nước Thái và sau đó đã trở thành đảng đối lập chính tại hạ viện Thái Lan.

### Trở thành lãnh đạo Đảng Nhân dân
Vào ngày 7 tháng 8 năm 2024, hội đồng thẩm phán của Tòa án Hiến pháp Thái Lan đã bỏ phiếu nhất trí giải thể Đảng Tiến lên. Quyết định này cũng bao gồm lệnh cấm tham gia chính trị trong mười năm đối với 11 lãnh đạo hiện tại và trước đây của đảng trong đó có Pita Limjaroenrat, người đã lãnh đạo đảng này đến cuộc tổng tuyển cử năm 2023 và Chaithawat Tulathon, lãnh đạo kế nhiệm ông Pita.   Tuy nhiên, 143 nghị sĩ còn lại của Đảng Tiến lên vẫn giữ được ghế của mình tại hạ viện và đổi tên Đảng Thinkakhao Chaovilai thành Đảng Nhân dân (Thái Lan).
Ngày 9 tháng 8 năm 2024, Natthaphong đã được bầu làm lãnh đạo mới của đảng Đảng Nhân dân. Sau khi trở thành lãnh đạo đảng, Natthaphong cho biết đảng mới sẽ tiếp tục hệ tư tưởng của Đảng Tiến lên và khẳng định rằng sứ mệnh của Đảng Nhân dân là thành lập chính phủ đổi mới cho cuộc tổng tuyển cử năm 2027. Natthaphong cho biết Đảng Nhân dân vẫn sẽ tiếp tục thúc đẩy sửa đổi Điều 112 của luật khi quân, mặc dù sẽ cẩn trọng hơn.  Natthaphong cũng cho biết đảng này sẽ đặt mục tiêu giành đủ số ghế để thành lập chính phủ một đảng áp đảo. Đảng Nhân dân hiện là đảng lớn nhất tại Hạ viện Thái Lan với 143 nghị sĩ. 